# Ханој
Ханој (виј. Thành Phố Hà Nội, кин. 河内) је главни град Вијетнама. По подацима из 2008. имао је 6,23 милиона становника, на површини од 3.358,6 km2 (1.296,8 sq mi).
Град се налази у плодној делти Црвене реке, на око 100 km од њеног ушћа у Тонкиншки залив. Клима у Ханоју је суптропско-монсунска са влажним и врућим летима и топлим и сувим зимама. Осам месеци годишње је кишовито, а четири месеца су сушна.
Један је од најстаријих градова југоисточне Азије, основан 1010. под именом Танг Лонг (Thăng Long - змај који се уздиже). Године 1802. престоница Вијетнама је пребачена у град Хуе, али је Ханој остао доминантан центар севера земље. Од 1831. носи данашње име у значењу град између река, мада је и старо у незваничној употреби. Ханој је од 1883. до 1945. био је управљачки центар француске колоније Француска Индокина. Главни је град уједињеног Вијетнама од 1976. Пре тога је био престоница Северног Вијетнама (од 1954).
Кроз дугу историју Ханој је увек био културни центар Вијетнама. Током Вијетнамског рата Американци су 1972. бомбардовали Ханој и уништили 25% града. У граду данас постоји више од 600 пагода и храмова.

## Географија

### Клима
| Клима Ханоја | Клима Ханоја | Клима Ханоја | Клима Ханоја | Клима Ханоја | Клима Ханоја | Клима Ханоја | Клима Ханоја | Клима Ханоја | Клима Ханоја | Клима Ханоја | Клима Ханоја | Клима Ханоја | Клима Ханоја  |
| Показатељ \ Месец | .Јан.        | .Феб.        | .Мар.        | .Апр.        | .Мај.        | .Јун.        | .Јул.        | .Авг.        | .Сеп.        | .Окт.        | .Нов.        | .Дец.        | .Год.         |
| --- | ------------ | ------------ | ------------ | ------------ | ------------ | ------------ | ------------ | ------------ | ------------ | ------------ | ------------ | ------------ | ------------- |
| Апсолутни максимум, °C (°F) | 32,0 (89,6)  | 34,7 (94,5)  | 37,2 (99)    | 39,0 (102,2) | 42,8 (109)   | 42,5 (108,5) | 40,8 (105,4) | 38,2 (100,8) | 39,0 (102,2) | 36,6 (97,9)  | 34,7 (94,5)  | 31,5 (88,7)  | 42,8 (109)    |
| Максимум, °C (°F) | 19,7 (67,5)  | 20,1 (68,2)  | 22,9 (73,2)  | 27,2 (81)    | 31,4 (88,5)  | 32,9 (91,2)  | 33,1 (91,6)  | 32,3 (90,1)  | 31,2 (88,2)  | 28,8 (83,8)  | 25,3 (77,5)  | 22,0 (71,6)  | 27,2 (81)     |
| Просек, °C (°F) | 16,4 (61,5)  | 17,2 (63)    | 20,0 (68)    | 23,9 (75)    | 27,4 (81,3)  | 28,9 (84)    | 29,2 (84,6)  | 28,6 (83,5)  | 27,5 (81,5)  | 24,9 (76,8)  | 21,5 (70,7)  | 18,2 (64,8)  | 23,6 (74,5)   |
| Минимум, °C (°F) | 14,3 (57,7)  | 15,3 (59,5)  | 18,1 (64,6)  | 21,7 (71,1)  | 24,6 (76,3)  | 26,1 (79)    | 26,3 (79,3)  | 26,0 (78,8)  | 24,9 (76,8)  | 22,3 (72,1)  | 18,9 (66)    | 15,6 (60,1)  | 21,2 (70,2)   |
| Апсолутни минимум, °C (°F) | 2,7 (36,9)   | 6,0 (42,8)   | 6,0 (42,8)   | 11,8 (53,2)  | 17,2 (63)    | 20,0 (68)    | 21,0 (69,8)  | 22,2 (72)    | 16,1 (61)    | 14,0 (57,2)  | 10,0 (50)    | 5,0 (41)     | 2,7 (36,9)    |
| Количина кише, mm (in) | 18 (0,71)    | 19 (0,75)    | 34 (1,34)    | 105 (4,13)   | 165 (6,5)    | 266 (10,47)  | 253 (9,96)   | 274 (10,79)  | 243 (9,57)   | 156 (6,14)   | 59 (2,32)    | 20 (0,79)    | 1,612 (63,47) |
| Дани са кишом | 10,3         | 12,4         | 16,0         | 14,4         | 14,5         | 14,6         | 15,6         | 16,9         | 13,6         | 10,9         | 7,9          | 5,0          | 152,1         |
| Релативна влажност, % | 80,9         | 83,4         | 87,9         | 89,4         | 86,5         | 82,9         | 82,2         | 85,9         | 87,2         | 84,2         | 81,9         | 81,3         | 84,5          |
| Сунчани сати — месечни просек | 74           | 47           | 47           | 90           | 183          | 172          | 195          | 174          | 176          | 167          | 137          | 124          | 1.586         |
| Извор #1: Vietnam Institute for Building Science and Technology |              |              |              |              |              |              |              |              |              |              |              |              |               |
| Извор #2: Pogoda.ru.net (records), (May record high and January record low only), Vietnamnet.vn (June record high only), Tutiempo.net (March and April record low only), Nchmf.gov.vn |              |              |              |              |              |              |              |              |              |              |              |              |               |

| Клима Ха Ђонг округа                                         | Клима Ха Ђонг округа | Клима Ха Ђонг округа | Клима Ха Ђонг округа | Клима Ха Ђонг округа | Клима Ха Ђонг округа | Клима Ха Ђонг округа | Клима Ха Ђонг округа | Клима Ха Ђонг округа | Клима Ха Ђонг округа | Клима Ха Ђонг округа | Клима Ха Ђонг округа | Клима Ха Ђонг округа | Клима Ха Ђонг округа |
| Показатељ \ Месец                                            | .Јан.                | .Феб.                | .Мар.                | .Апр.                | .Мај.                | .Јун.                | .Јул.                | .Авг.                | .Сеп.                | .Окт.                | .Нов.                | .Дец.                | .Год.                |
| ------------------------------------------------------------ | -------------------- | -------------------- | -------------------- | -------------------- | -------------------- | -------------------- | -------------------- | -------------------- | -------------------- | -------------------- | -------------------- | -------------------- | -------------------- |
| Апсолутни максимум, °C (°F)                                  | 31,3 (88,3)          | 34,9 (94,8)          | 38,9 (102)           | 39,9 (103,8)         | 37,9 (100,2)         | 39,5 (103,1)         | 38,3 (100,9)         | 37,7 (99,9)          | 36,2 (97,2)          | 34,6 (94,3)          | 34,6 (94,3)          | 30,7 (87,3)          | 39,9 (103,8)         |
| Максимум, °C (°F)                                            | 19,9 (67,8)          | 20,2 (68,4)          | 23,1 (73,6)          | 27,2 (81)            | 31,1 (88)            | 33,0 (91,4)          | 33,2 (91,8)          | 32,2 (90)            | 30,9 (87,6)          | 28,7 (83,7)          | 25,3 (77,5)          | 22,2 (72)            | 27,3 (81,1)          |
| Просек, °C (°F)                                              | 16,5 (61,7)          | 17,4 (63,3)          | 20,1 (68,2)          | 23,7 (74,7)          | 26,8 (80,2)          | 28,8 (83,8)          | 29,1 (84,4)          | 28,4 (83,1)          | 27,0 (80,6)          | 24,5 (76,1)          | 21,2 (70,2)          | 18,0 (64,4)          | 23,5 (74,3)          |
| Минимум, °C (°F)                                             | 14,4 (57,9)          | 15,5 (59,9)          | 18,2 (64,8)          | 21,6 (70,9)          | 24,0 (75,2)          | 25,8 (78,4)          | 26,2 (79,2)          | 25,8 (78,4)          | 24,4 (75,9)          | 21,7 (71,1)          | 18,4 (65,1)          | 15,2 (59,4)          | 20,9 (69,6)          |
| Апсолутни минимум, °C (°F)                                   | 5,4 (41,7)           | 6,1 (43)             | 7,3 (45,1)           | 13,3 (55,9)          | 16,5 (61,7)          | 20,8 (69,4)          | 22,5 (72,5)          | 21,9 (71,4)          | 19,0 (66,2)          | 12,0 (53,6)          | 8,4 (47,1)           | 3,6 (38,5)           | 3,6 (38,5)           |
| Количина падавина, mm (in)                                   | 24 (0,94)            | 27 (1,06)            | 39 (1,54)            | 91 (3,58)            | 179 (7,05)           | 239 (9,41)           | 229 (9,02)           | 272 (10,71)          | 235 (9,25)           | 196 (7,72)           | 97 (3,82)            | 43 (1,69)            | 1,671 (65,79)        |
| Дани са падавинама                                           | 9,8                  | 12,2                 | 15,1                 | 14,1                 | 14,4                 | 14,2                 | 14,9                 | 15,7                 | 13,6                 | 11,3                 | 8,4                  | 6,2                  | 149,9                |
| Релативна влажност, %                                        | 84,6                 | 86,0                 | 87,9                 | 89,4                 | 86,5                 | 82,9                 | 82,2                 | 85,9                 | 87,2                 | 84,2                 | 81,9                 | 81,3                 | 85,0                 |
| Сунчани сати — месечни просек                                | 71                   | 48                   | 57                   | 93                   | 178                  | 171                  | 195                  | 178                  | 178                  | 159                  | 141                  | 124                  | 1.593                |
| Извор: Vietnam Institute for Building Science and Technology |                      |                      |                      |                      |                      |                      |                      |                      |                      |                      |                      |                      |                      |

## Партнерски градови
- Џакарта
- Анкара
- Бангкок
- Будимпешта XVI округ
- Пекинг
- Варшава
- Викторија
- Фукуока
- Ангулем
- Сеул
- Монтреал
- Нур Султан
- Палермо